# Ahmed Akobi
Ahmed Akobi  de son vrai nom Ahamed Issifou Akobi  est né en 1967 à Manigri  et mort le 29 avril 2006 est anciens ministre dans le gouvernement du président de Yayi Boni, ancien député à l'Assemblée nationale est un homme politique béninois.

## Biographie

### Enfance et formations
Ahmed Akobi est né en 1967 à Manigri dans la commune de Bassila. Il étudie le droit et est avocat.

## Carrière
Ahmed Akobi est avocat. Hormis cela, il est élu en 1999 député de la 3e législature et en 2003 député de la 4e législature  à l'Assemblée nationale du Bénin. Il est de 2003 à 2005 ministre des travaux publics et des transports. Pendant les campagnes électorales qui porteront Boni Yayi au pouvoir, il est son directeur adjoint de campagne. Après son élection à la magistrature suprême, Boni Yayi le fait directeur de Cabinet du Palais de la Marina. Trois semaines plus tard, le 29 avril 2006, il décède dans un accident de circulation. Cette disparition émeut l'ensemble du peuple béninois car, Ahmed Akobi fait l'unanimité par son dévouement à la nation,,,,,,,'.